# Thomas William Rhys Davids
Pour les articles homonymes, voir Davids.
Thomas William Rhys Davids, né le 12 mai 1843 à Colchester et mort le 27 décembre 1922 à Chipstead (Surrey), est un spécialiste britannique du pâli et le fondateur de la Pali Text Society.

## Biographie

### Enfance et études
Thomas William Rhys Davids est né à Colchester. Il est le fils aîné de Thomas William Davids, un pasteur congrégationaliste gallois qui était affectueusement surnommé « l'évêque de l'Essex ». Sa mère, Louisa Winter, morte en couches en 1854 à l'âge de 37 ans, dirigeait l'école du dimanche attachée à l'église de son mari.
T. W. Rhys Davids fréquente la Clive House School de Brighton et le New College de Londres où il étudie le latin. Ayant décidé de faire carrière au sein de l'Indian Civil Service, il part étudier le sanskrit auprès d'Adolf Friedrich Stenzler, un éminent professeur de l'université de Breslau, alors en Prusse. Pour financer ses études, il doit enseigner l'anglais. Il retourne en Angleterre en 1863 et, ayant réussi l'examen d'entrée au Civil Service, il est affecté à Ceylan alors qu'il espérait être envoyé en Inde.

### Ceylan
Il est attaché au Colonial Secretary's Office à Colombo et apprend rapidement le cingalais et le tamoul. Il travaille à Kandy, Avissawella et Matale. Alors qu'il est juge à Galle, une affaire concernant des questions relatives à la loi ecclésiastique est amenée devant lui, et, par hasard, il entre en contact pour la première fois avec le pâli quand un document écrit dans une langue que personne ne pouvait lire est avancé comme preuve. Quand il découvre qu'il s'agit d'un texte en pâli, il se met à apprendre cette langue auprès de Yatramulle Unnanse, un moine bouddhiste.
En 1871, il est nommé Assistant Government Agent de la province de Nuwarakalaviya dont Anurâdhapura est le centre administratif. Hercules Robinson, le gouverneur de Ceylan, a fondé en 1868 l'Archaeological Commission. Rhys Davids se met à participer aux fouilles de l'ancienne cité cingalaise d'Anurâdhapura qui a été abandonnée après une invasion en 993. Il rassemble entre autres des inscriptions, relevées par lui ou par d'autres, et des manuscrits, et à partir de 1870-1872 il écrit sur ceux-ci une série d'articles pour la branche cingalaise du Royal Asiatic Society Journal.

### Retour en Angleterre
Sa carrière dans l'administration, tout comme son séjour à Ceylan, prend fin de façon soudaine : des divergences personnelles avec son supérieur, C. W. Twynham, semblent être à l'origine d'une enquête officielle qui se termine par un procès et une démission pour faute. Diverses infractions mineures ont été découvertes par l'enquête, ainsi que plusieurs griefs significatifs concernant des amendes réclamées indûment tant aux administrés locaux qu'aux employés de Davids.
De retour en Angleterre en 1873, il entame des études de droit et, à partir de 1877, exerce brièvement la profession d'avocat, bien qu'il ait continué à publier des articles sur des inscriptions cingalaises et des traductions, notamment dans le monumental Sacred Books of the East de Max Müller. Il publie en 1878 son premier livre sur le bouddhisme : Buddhism, being a sketch of the life and teachings of Gautama, the Buddha.
En 1881, il fonde la Royal Pali Society « pour encourager et promouvoir l'étude des textes pâli » : cette société, toujours existante, publie les textes pâli en caractères romains.
De 1882 à 1904, Rhys Davids enseigne le pâli au University College de Londres, un poste qui ne lui rapporte pas d'autre salaire fixe que des honoraires de conférence. En 1904, il obtient la chaire de Religions comparées de l'université de Manchester (Owens College), chaire qu'il conserve jusqu'en 1915.
Rhys Davids s'efforce de promouvoir de différentes manières le bouddhisme theravāda et l'étude du pâli en Angleterre. Il fait pression activement sur le gouvernement, avec l'aide de la Royal Asiatic Society de Grande-Bretagne dont il est le secrétaire, pour qu'il augmente le financement de l'étude des langues et de la littérature indiennes, avançant de nombreux arguments, que ce soit par écrit ou lors de conférences, selon lesquels cela renforcerait l'emprise de l'Angleterre impériale sur l'Inde. Les efforts de Rhys Davids aboutissent à la création de la School of Oriental Studies de Londres en 1916 (School of Oriental and African Studies depuis 1938).

## Critique
Les efforts de Rhys Davids pour susciter l'intérêt du grand public se faisaient par le biais de nombreuses « Conférences Historiques » et des articles mettant en avant une théorie raciste sur la commune aryanité des peuples d'Angleterre, de Ceylan et de la propre tribu du Bouddha dans le passé. Ces vues sont comparables avec les théories raciales de Max Müller, mais ont été utilisées dans un but différent : Rhys Davids essayait d'établir que les Britanniques avaient une affinité naturelle, « raciale », avec la doctrine bouddhiste. Cet aspect de la carrière de Rhys Davids a été critiqué.

## Famille
T. W. Rhys Davids épouse en 1894 Caroline Augusta Foley, une spécialiste du pâli célèbre elle aussi. À la différence de sa femme, Rhys Davids est durant toute sa vie un critique et un adversaire de la Société théosophique.
Thomas et Caroline ont trois enfants. Vivien, l'aînée, participe au mouvement des Guides et est en relation avec Robert Baden-Powell. Le seul fils du couple, Arthur Rhys-Davids, est un as du Royal Flying Corps durant la Première Guerre mondiale.

## Citation
« Buddhist or not Buddhist, I have examined every one of the great religious systems of the world, and in none of them have I found anything to surpass, in beauty and comprehensiveness, the Noble Eightfold Path and the Four Noble Truths of the Buddha. I am content to shape my life according to that path. »

## Publications
Œuvres originales
- On the ancient coins and measures of Ceylon, with a discussion of the Ceylon date of the Buddha's death, Trübner, Londres, 1877
- Buddhism, being a sketch of the life and teachings of Gautama, the Buddha, Society for promoting christian knowledge, Londres, 1878
- Lectures on the origin and growth of religion, as illustrated by some points in the history of Indian buddhism, Williams and Norgate, Londres, 1881
- Buddhist India, T. F. Unwin, Londres, 1903 [lire en ligne]
- Early Buddism, A. Constable, Londres, 1908
- The Pali Text Society’s Pali-English Dictionary (avec William Stede), Pali Text Society, Chipstead, 1921-1925

Articles
- « The Sects of the Buddhists » dans The Journal of the Royal Asiatic Society, 1891, p. 409-422 [lire en ligne]
- « Asoka and the Buddha-Relics » dans The Journal of the Royal Asiatic Society, 1901, p. 397-410 [lire en ligne]

Traductions
- The Jātaka, together with its commentary, being tales of the anterior births of Gotama Buddha (7 vol.), 1877-1897
- Buddhist Suttas. The Mahâ-parinibbâna Suttanta, The Dhamma-kakka-ppavattana Sutta, The Tevigga Suttanta, The Âkankheyya Sutta, The Ketokhila Sutta, The Mahâ-Sudassana Suttanta, The Sabbâsava Sutta., 1881 (collection The Sacred Books of the East - vol. 11) [lire en ligne]
- Vinaya (avec Hermann Oldenberg - 3 vol.), 1881-1885 (collection The Sacred Books of the East - vol. 13,17 & 20) [tome I], [tome II] et [tome III]
- The questions of king Milinda (2 vol.), 1890-1894 (collection The Sacred Books of the East - vol. 35 & 36) [tome I] et [tome II]
- Dialogues of the Buddha (3 vol.), 1899 (The Sacred Books of the Buddhists - vol. 2, 3 & 4) [tome I]

### Littérature
- Ananda Wickremeratne, The Genesis of an Orientalist: Thomas William Rhys Davids in Sri Lanka, Motilal Banarsidass Publishers Pvt. Ltd., New Delhi, 1985  (ISBN 0-8364-0867-5)

### Sources
- (en) Cet article est partiellement ou en totalité issu de l’article de Wikipédia en anglais intitulé « Thomas William Rhys Davids » (voir la liste des auteurs).
- Lorna S. Dewaraja, « Rhys Davids: His contribution to Pali and Buddhist studies » dans Ceylon Daily News, 15 & 17 juillet 1998 [1re partie] et [2e partie]
- Nemsiri Mutukumara, « Establishing Pali Text Society for Buddhist literature » dans Ceylon Daily News, 18 octobre 2003 [lire en ligne]
- Bibliothèque de la Faculty of Asian & Middle Eastern Studies, université de Cambridge : archives de la famille Rhys Davids